# Vili és Vé

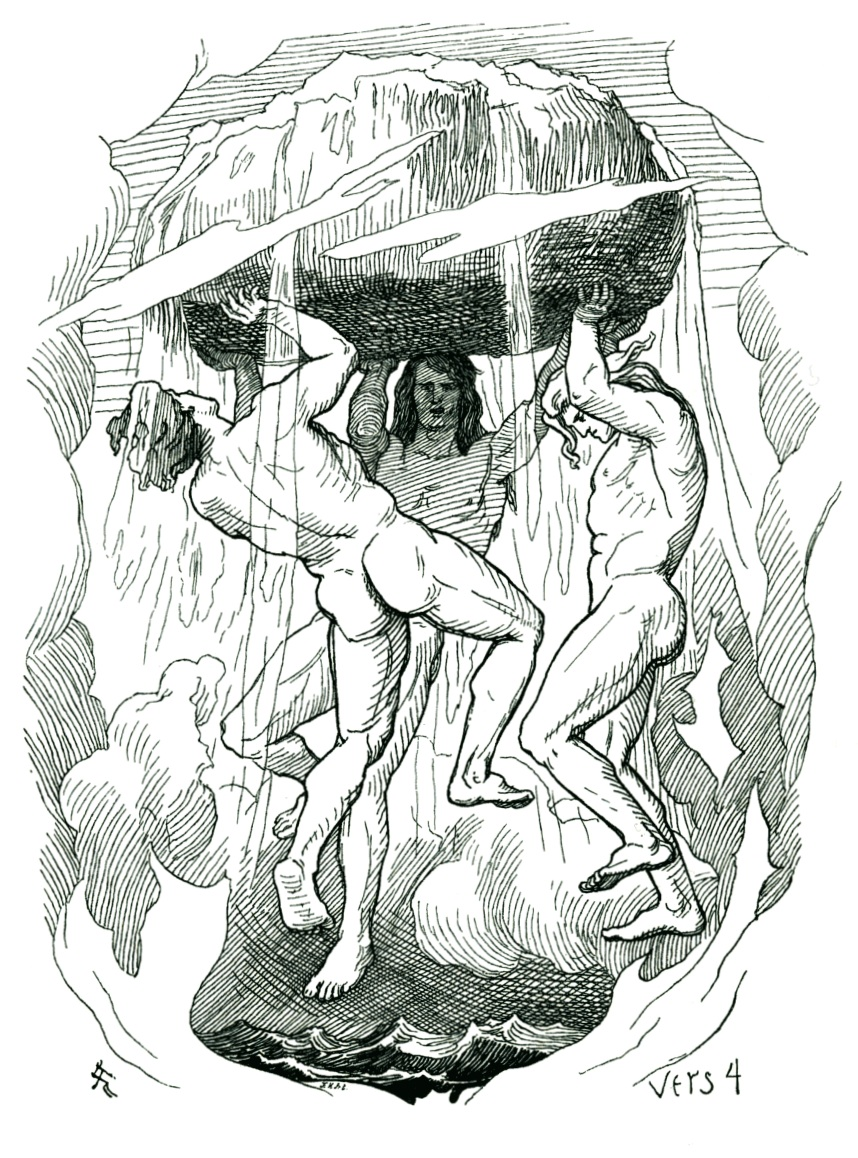
Odin és testvérei megteremtik a világot

Vili és Vé istenek a skandináv mitológiában, Odin testvérei. Bor és Bestla fiai, Bure unokái.
A három testvér megölte Ymir óriást és annak testéből teremtették a földet és az eget. Sétájuk közben találtak két farönköt a tengerparton, amiből az első embereket (Ask és Embla) teremtették. Feltehetően Vilitől és Vétől származnak a Ván-istenek (Vanir), akik többek között Frigg, Freyr Jörd és Njördr ősei. Egyszer, amikor Odin útra kelt a világban, az Asgardot testvéreire bízta. Vili és Vé kihasználta az alkalmat és összeszűrték a levet Friggel.

## Fordítás
- Ez a szócikk részben vagy egészben  a   Vile című svéd Wikipédia-szócikk fordításán alapul.  Az eredeti cikk szerkesztőit annak laptörténete sorolja fel. Ez a jelzés csupán a megfogalmazás eredetét és a szerzői jogokat jelzi, nem szolgál a cikkben szereplő információk forrásmegjelöléseként.
- Ez a szócikk részben vagy egészben  a   Ve című svéd Wikipédia-szócikk fordításán alapul.  Az eredeti cikk szerkesztőit annak laptörténete sorolja fel. Ez a jelzés csupán a megfogalmazás eredetét és a szerzői jogokat jelzi, nem szolgál a cikkben szereplő információk forrásmegjelöléseként.